# Ceroxylon ceriferum
Ceroxylon ceriferum är en enhjärtbladig växtart som först beskrevs av Gustav Karl Wilhelm Hermann Karsten och fick sitt nu gällande namn av Henri François Pittier. Ceroxylon ceriferum ingår i släktet Ceroxylon och familjen Arecaceae. Inga underarter finns listade i Catalogue of Life.